# STS-105

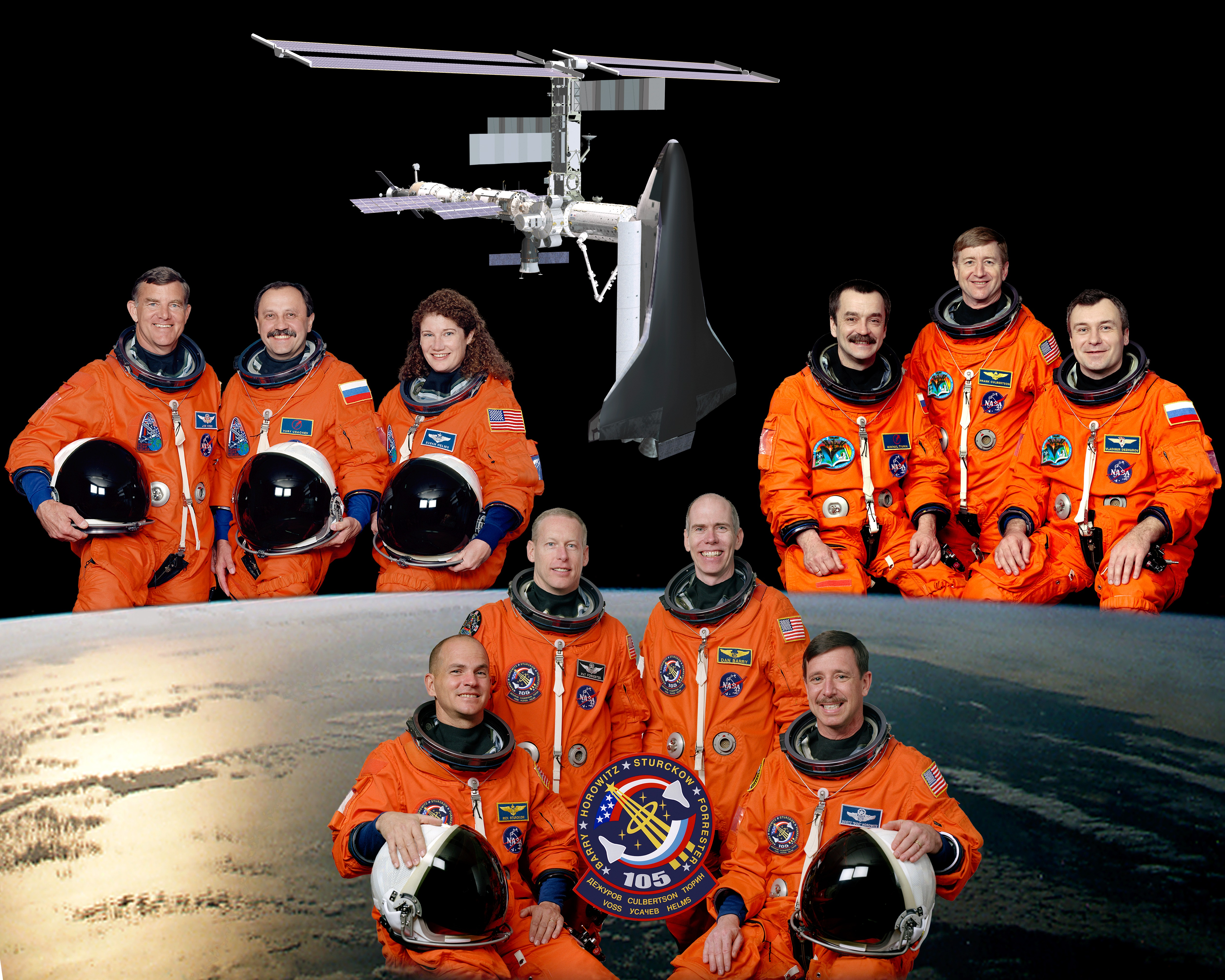
Екіпаж STS-105:Зліва направо. Центр групи: Стеркоу, Форрестер, Баррі, Горовіц. Вгорі зліва (МКС-2): Восс, Усачов, Хелмс. Вгорі справа (МКС-3): Тюрін, Калбертсон, Дежуров

STS-105 — космічний політ БТКК «Діскавері» за програмою «Космічний човник» (106-й політ програми і 30-й політ для Діскавері. STS-105 основним завданням є доставка на Міжнародну космічну станцію (11-й політ шатла до МКС третього довготривалого екіпажу (МКС-3) і повернення на Землю другого екіпажу (МКС-2). Крім цього, була здійснена доставка витратних матеріалів.

## Екіпаж
Екіпаж STS-105 (призначення офіційно оголошено НАСА 1 грудня 2000:
- (НАСА): Скотт Хоровітц (4)[1] — командир
- (НАСА): Фредерік Стеркоу (2) — пілот
- (НАСА): Патрік Форрестер (1) — фахівець польоту-1
- (НАСА): Даніель Баррі (3) — фахівець польоту-2, бортінженер

### Екіпаж старту
У завдання STS-105 входило доставити на МКС екіпаж 3-ї довготривалої експедиції:
- (НАСА): Френк Калбертсон (3) — фахівець польоту-3, командир МКС
- (ФКА): Володимир Дежуров (2) — фахівець польоту-4, пілот МКС
- (ФКА): Михайло Тюрін (1) — фахівець польоту-5, бортінженер МКС

Хоча доставка і повернення екіпажу МКС-3 планувалася шаттлами, екіпаж Калбертсон був підготовлений і для аварійного повернення на «Союзі». У зв'язку з чим, крім розподілу обов'язків в екіпажах шаттла (фахівці польоту) і МКС, існували посади в складі екіпажу «Союзу»: Дежуров — командир ТК, Тюрін — бортінженер-1 ТК, Калбертсон — бортінженер-2 ТК.
Дублюючий екіпаж старту:
- (ФКА): Валерій Корзун (2) — фахівець польоту-3, командир МКС
- (ФКА): Сергій Трещев (1) — фахівець польоту-4, пілот МКС
- (НАСА): Пеггі Вітсон (1) — фахівець польоту-5, бортінженер

### Екіпаж повернення
У завдання STS-105 входило доставити на Землю екіпаж 2-й довготривалої експедиції:
- (НАСА): Джеймс Восс (5) — фахівець польоту-3, бортінженер МКС
- (НАСА): Сьюзен Хелмс (5) — фахівець польоту-4, бортінженер МКС
- (ФКА): Юрій Усачов (4) — фахівець польоту-5, командир МКС

## Параметри польоту
- Маса апарата: під час старту — 116914 кг, під час посадки — 100824 кг
- Вантажопідйомність — 9072 кг
- Нахил орбіти — 51,6°
- Період обертання — 92,3 хв
- Перигей — 373 км
- Апогей — 402 км

## Виходи у космос
Під час польоту STS-105 було здійснено два виходу у відкритий космос. Їх обидва здійснили астронавти НАСА Патрік Форрестер і Деніел Беррі.
- 16 серпня з 13:58 до 20:14 (UTC) — тривалість 6годин 16 хвилин. Встановлення на секції ферми P6 EAS блоку із запасом аміаку; перенесення та встановлення двох контейнерів ДВК на шлюзову камеру «Квест».
- 18 серпня з 13:42 до 19:11 (UTC) — тривалість 5 годин 29 хвилин. Встановлення поручнів OIH (від англ. Orbit-Installed Handrail) на поверхні модуля «Дестіні»; прокладка уздовж них двох силових кабелів LTA (от англ. Launch-to-Activation Heater) для встановлення секції ферми S0 в польоті STS-110.

## Емблема STS-105
Автором емблеми STS-105 є астронавт НАСА, учасник місії — Патрік Форрестер. На емблемі відображено основне завдання польоту — зміна екіпажу на МКС: три золоті зірки біля злітаючого орбітального корабля символізують екіпаж 3-ї основної експедиції, а дві зірки біля шаттла, що спускається, — екіпаж 2-ї основної експедиції, що повертається на Землю. Шлейф полум'я за кожним шатлом стилізований під прапори США і Російської Федерації (залежно від того, чий астронавт є командиром експедиції: американець Калбертсон у МКС-3 і росіянин Усачов у МКС-2). Коло, що утворюється двома (які виходять на орбіту і повертаються на Землю) космічними кораблями, відображає ротацію екіпажів МКС і їх постійна присутність на орбіті.
Зірка з трьома променями, що перетинають емблему, є символом офісу астронавтів НАСА й уособлює нерозривний зв'язок між Землею й Міжнародною космічною станцією. Два космічні кораблі — що виходить на орбіту і повертається на Землю — утворюють коло, що відображає ротацію екіпажів на МКС та їх постійна присутність на орбіті. Імена чотирьох астронавтів екіпажу «Дискавері» поміщені в коло емблеми, а імена членів екіпажів МКС розміщені на шевроні внизу емблеми.

## Галерея
- «STS-105» зліт
- «STS-105» приземляється